# Maxime Pedneaud-Jobin
 (novembre 2024).
Si vous disposez d'ouvrages ou d'articles de référence ou si vous connaissez des sites web de qualité traitant du thème abordé ici, merci de compléter l'article en donnant les références utiles à sa vérifiabilité et en les liant à la section « Notes et références ».
Maxime Pedneaud-Jobin, né le 5 mars 1968 à Buckingham, est un homme politique québécois. Il est élu maire de Gatineau lors des élections municipales de 2013, défaisant le maire sortant Marc Bureau. Réélu en 2017, il décide de ne pas se représenter en 2021.
Il devient ensuite chroniqueur et commentateur de l'actualité politique, avant d'être nommé directeur général du Musée national de l’histoire du Québec en 2024.

## Biographie

### Vie personnelle
Né le 5 mars 1968 à Buckingham, Maxime Pedneaud-Jobin est père de trois enfants. Il est le gendre de l'ancien premier ministre du Québec Bernard Landry.

### Formation
Maxime Pedneaud-Jobin étudie en science politique à l'Université d'Ottawa, où il est président de la Fédération étudiante de l'Université d'Ottawa en 1990-1991. Il y obtient, en 1992, son baccalauréat en science politique avec une spécialisation en politique canadienne. Par la suite, il enseigne l'anglais et le français pendant deux ans à Tokyo au Japon. 
Il poursuit par la suite ses études à l'Université du Québec en Outaouais où il obtient une maîtrise en développement régional en 2013, après avoir écrit un mémoire sur les relations entre les régions de l’Outaouais et Ottawa.

### Avant sa carrière politique
Maxime Pedneaud-Jobin est président de son école secondaire, président de la Fédération étudiante de l’Université d’Ottawa, chroniqueur dans les journaux de toutes les institutions scolaires qu’il fréquente, puis au Bulletin de Buckingham, à Zone et Voir Outaouais, ainsi qu’à Radio-Canada.
Il milite activement dans le camp du « Oui » en Outaouais lors du référendum de 1995. Il est également porte-parole du comité des citoyens de Buckingham en faveur de la fusion municipale avec les autres villes de la Communauté urbaine de l’Outaouais.  
Il travaille pendant quelques années comme adjoint à la direction à l'Agence de la santé et des services sociaux de l’Outaouais et est chroniqueur pour différents médias de la région de Gatineau. 
En 2006, il co-fonde le comité de relance de la Laiterie Château, une entreprise qui opérait à Buckingham depuis le début des années 1950 et dont le propriétaire avait annoncé la fermeture, et en devient le porte-parole. Il occupe ensuite la présidence de la coopérative des consommateurs, une entité qui devient en partie propriétaire de la nouvelle laiterie. La Laiterie de l’Outaouais sous sa forme actuelle ouvre ses portes le 16 juin 2010, trois ans et demi après la fermeture de la Laiterie Château. 
En 2007, en compagnie d’une vingtaine de personnalités et de citoyens, il participe à la rédaction d’un manifeste politique sur l'avenir de Gatineau et fonde Projet Gatineau, un groupe de réflexion sur la politique municipale. 
Il est membre du Conseil économique régional de l’Outaouais de 2010 à 2011.

### Carrière politique
En novembre 2009, il devient conseiller municipal du district de Buckingham. Il fait campagne en proposant des idées issues de Projet Gatineau; comme la lutte à l’étalement urbain, les investissements dans la culture, le renforcement des liens avec le monde de l’éducation, une réforme fiscale municipale ainsi que le rapprochement avec la ville d’Ottawa. Il est élu par les gens de Buckingham avec 54,5 % des voix. Lors de ce mandat en tant que conseiller municipal, il siège à plusieurs commissions municipales réunissant élus et citoyens. Lors de son passage de quatre ans à la Commission jeunesse, cette dernière gagne des prix pan-québécois et pour la première fois depuis sa création, tous les sièges disponibles sont occupés. En 2012, il fonde le parti Action Gatineau, la première formation politique de la ville de Gatineau, dont il devient aussi le chef.
Il est candidat à la mairie lors des élections municipales de 2013 à Gatineau. Dans une lutte à quatre, il défait le maire sortant, Marc Bureau, avec 52,6 % des votes,. Au printemps 2017, Gatineau, comme d'autres villes du sud du Québec, est frappée par des inondations.
Toujours à la tête d’Action Gatineau, Maxime Pedneaud-Jobin est réélu maire lors des élections municipales de 2017. Il remporte 45,1 % des votes devant les quatre autres candidats à la mairie. Durant ce mandat, la ville de Gatineau est à nouveau frappée par une vague d’inondations en 2019 qui sont encore plus importantes que celles de 2017, et par une tornade en septembre 2018. Pedneaud-Jobin fait de la lutte et de l’adaptation des villes aux changements climatiques l'une de ses priorités.
Il donne priorité à une série d’investissements en vue de la modernisation du réseau cyclable ainsi que du réseau de bibliothèques municipales. En 2021, la ville de Gatineau est déclarée meilleure ville vélo au Canada par l’organisme PeopleForBikes. En 2017 et 2021, les deux premiers concours architecturaux de l'histoire de la ville sont organisés pour la construction de nouvelles bibliothèques. 
En collaboration avec le caucus d’Action Gatineau, il vise notamment à offrir un accès piéton pour utilisation des transports actifs. Sous sa direction et en collaboration avec la conseillère Maude Marquis-Bissonnette, Gatineau met en place une première table de concertation sur le vivre-ensemble. 
Durant la période d'exercice de Perdneaud-Jobin, la ville de Gatineau instaure une politique d’économie sociale, un cadre de référence en l’itinérance, une entente pour le développement de nouveaux programmes avec l’Université du Québec en Outaouais, un plan de lutte aux changements climatiques, une politique d’égalité, un programme de gestion des matières résiduelles et une révision des règlements d’urbanisme. 
Il annonce son retrait de la vie politique municipale en février 2021 et publie quelques semaines plus tard un ouvrage intitulé Passer de la ville à la cité, dans lequel il parle entre autres de l’évolution de Gatineau et de l’Outaouais, et affirme que les villes peuvent et doivent jouer un rôle de plus en plus important.
Durant ses deux mandats, il siège en tant que membre de l’exécutif et membre du conseil d’administration de l’Union des municipalités du Québec (UMQ). Au fil des ans, il est aussi membre de plusieurs comités (transport aérien, changements climatiques, etc.). À partir de 2017, il assume la présidence du caucus des grandes villes, qui vise à repenser la relation entre les municipalités et le gouvernement du Québec. Il met de l'avant la nécessité de réformer la fiscalité municipale (notamment le partage de la croissance d’un point de la taxe de vente du Québec dans le pacte fiscal 2020-2024), l’urgence de l’adaptation aux changements climatiques, l’importance d’augmenter l’offre en matière de logement social, ainsi que l’avancement du transport actif et collectif. Il participe aussi en tant que chef de mission à la première mission économique de l'UMQ, en 2016, dans le nord-est américain. 
Maxime Pedneaud-Jobin est aussi membre du caucus des maires des grandes villes de la Fédération canadienne des municipalités (FCM) où il aborde avec ses homologues des enjeux comme le financement des infrastructures et du transport collectif, le logement, les changements climatiques et la relance économique des villes dans le contexte de la pandémie de Covid-19. Il agit régulièrement comme porte-parole francophone du caucus pour la FCM et est invité par la FCM à participer à une mission à Washington pour s’entretenir avec d’autres maires nord-américains de la question du vivre-ensemble et pour faire la promotion d’une signature rapide de l'Accord Canada–États-Unis–Mexique.

### Après la mairie de Gatineau
En 2022, il devient chroniqueur au journal La Presse, où il commente l'actualité politique.
Le 30 octobre 2024, il est nommé directeur général du futur Musée national de l'histoire du Québec par le ministre de la Culture et des Communications, Mathieu Lacombe. Cette nomination, confirmée le même jour par le Conseil des ministres, ne fait pas l'unanimité parmi les historiens et les muséologues au Québec, qui évoquent notamment l'absence de formation en histoire ou en muséologie de Pedneaud-Jobin.

## Prix et distinctions
- Prix de la personnalité de l’année 2007 à Buckingham, prix remis par les Chevaliers de Colomb de Buckingham au gala sportif et culturel.
- Bourse de l’Alliance de recherche université-communauté / Innovation sociale et développement des communautés, axe développement socio-économique des territoires (ARUC-ISDC) (2008)
- Bourse d’excellence de la Fondation de l'Université du Québec en Outaouais (2008)
- Prix de la personnalité élue de l'année 2015, octroyé par la Ligue d’action civique pour souligner sa contribution à la réhabilitation de la politique municipale[18].
- Prix Régis-Laurin 2019, lauréat dans la catégorie « élu-e » pour sa contribution significative à la cause du logement social et communautaire et pour le rôle prépondérant qu’il joué en vue de faire de Gatineau une ville inclusive[19].
- Médaille Gérard-Lesage 2022[20], «La Médaille Gérard-Lesage est une distinction institutionnelle attribuée à des personnes de la collectivité qui collaborent hautement au développement et au rayonnement du milieu régional, ainsi qu’aux valeurs institutionnelles de l'Université.»[21]
- Médaille de bronze 2022, décerné par le Mouvement national des Québécoises et Québécois sous recommandation de la Société nationale des Québécois de l'Outaouais, le 22 mai 2022.
- Prix Jean-Paul-L'Allier 2022, décerné par l'Ordre des urbanistes du Québec, le 20 octobre 2022[22].
- Prix 2025 pour un Québec sans racisme, catégorie Personne[23].

## Publications

### Livres
- Maxime Pedneaud-Jobin, Passer de la ville à la cité, Les Éditions David, 2021, 224 p. (ISBN 9782895977759).
- Maxime Pedneaud-Jobin, Libérer les villes : pour une réforme du monde municipal, Éditions XYZ, 2023, 136 p. (ISBN 9782897724696).

### Textes
- Montréal est une région, Le Québec à l'heure des choix, tome 2, sous la direction de Yannick Barrette (2015)
- Il faut sortir les villes de leur carcan fiscal, URBA (2015)
- Comment rester crédible quand les institutions, les politiques et les médias ne le sont plus, La revue de communication publique, numéro 28 (novembre 2021)
- Lettres aux nouvelles élues et aux nouveaux élus municipaux, État du Québec, sous la direction de Sandra Larochelle, Josselyn Guillarmou et Julie Caron-Malenfant (2022)